# Robert Buxton (1er baronnet)
Robert John Buxton, 1er baronnet (27 octobre 1753 - 7 juin 1839) est un homme politique et abolitionniste anglais qui siège à la Chambre des communes entre 1790 et 1806.

## Biographie
Buxton est né à Rushford, Norfolk, fils de John Buxton et de sa femme Elizabeth Jacob et petit-fils de John Buxton qui construit Shadwell Court à Rushford. On pense que les Buxtons tirent leur nom du village de Norfolk de ce nom et descendent de Robert Buxton (1533-1607), un avocat au service de Thomas Duc de Norfolk. Son père est un personnage colérique durant ses dernières années, ce qui rend de plus en plus difficile la relation entre père et fils. Buxton est expulsé de Shadwell et son père réduit considérablement ses revenus après son mariage sans le consentement de son père. Ils se réconcilient en 1779, trois ans avant la mort de son père.
Buxton est élu député pour Thetford en 1790 et occupe le siège jusqu'en 1796. En 1797, il est élu député de Great Bedwyn et occupe le siège jusqu'en 1806. Il est un fidèle partisan de William Pitt. Il milite ouvertement pour l'abolition de l'esclavage tout au long de sa carrière politique et préconise à plusieurs reprises une réforme des prisons. En 1802, il soutient les propositions de Robert Peel visant à réglementer le travail des enfants. Au nom de l'intérêt foncier, il s'oppose à des mesures telles que la réglementation des salaires des ouvriers ou la vente du blé sur le marché public. Il est un fervent patriote et soutient l'effort de guerre du gouvernement dans la mesure du possible. Il soutient l'augmentation de la milice et l'Additional Force Act de 1804. Il est créé baronnet de Shadwell Court dans le comté de Norfolk le 25 novembre 1800.
Buxton est décédé à 85 ans à Shadwell Lodge, Norfolk.
Il épouse Juliana Mary Beevor, fille de Thomas Beevor, 1er baronnet et Elizabeth Branthwaite, le 22 mai 1777 à l'église St. George, St. George Street, Hanover Square, Londres . Son fils John lui succède comme baronnet.